# Linkshandigheid

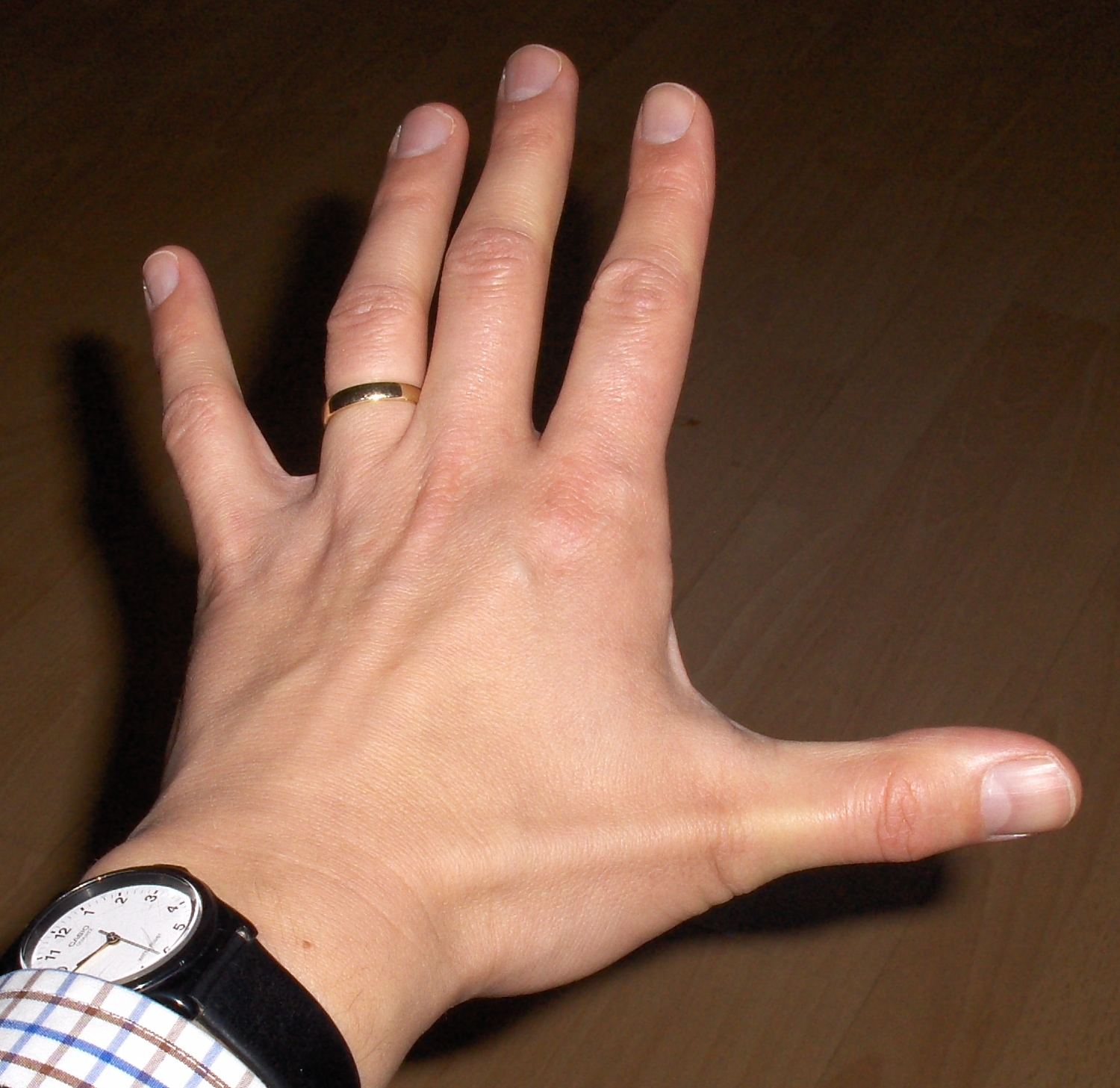
Linkerhand

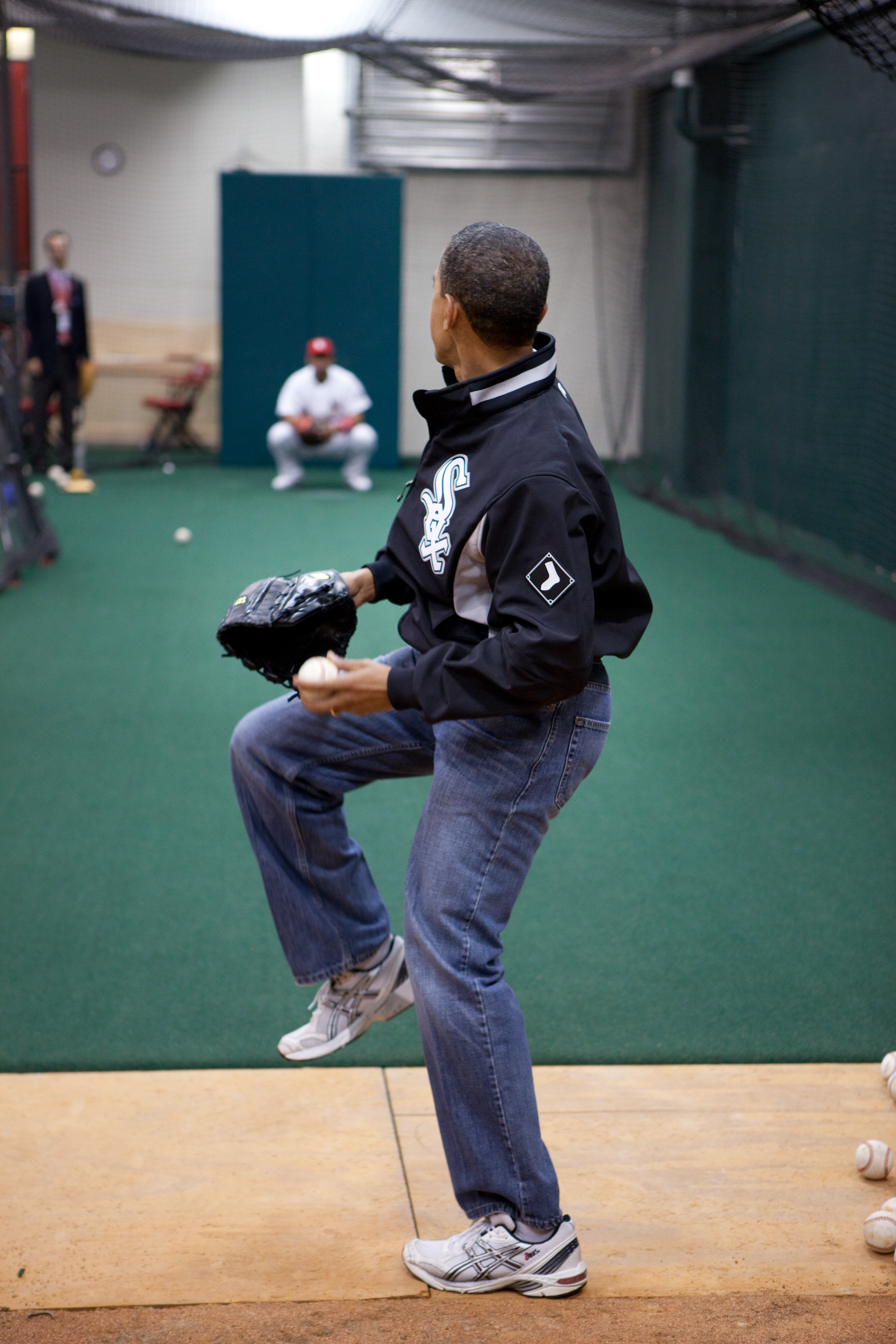
Gooien met de voorkeurshand: de linkshandige Barack Obama

Met linkshandig worden mensen aangeduid die als voorkeurshand hun linkerhand hebben. Meestal, maar niet altijd, zijn ze ook linksvoetig en is het linkeroog dominant ten opzichte van het rechteroog. Linksvoetig of linksbenig wil zeggen dat ze hun linkervoet gebruiken om bijvoorbeeld tegen een bal te schoppen of hoog te springen. Een dominant linkeroog betekent dat ze hun linkeroog gebruiken als oog om bijvoorbeeld te mikken met een geweer of om door het oculair van een microscoop te kijken.

## Oorzaken van rechts- en linkshandigheid
De oorzaak van rechts- of linkshandigheid is onbekend, maar zowel erfelijkheid als omgevingsfactoren lijken een rol te spelen.

Volgens onderzoek aan de Rijksuniversiteit Groningen hebben twee rechtshandige ouders 10 procent kans op een linkshandig kind, twee linkshandige ouders 26 procent. Maar het patroon van overerving kan met de klassieke overervingswetten niet worden verklaard. Zo kan bij een eeneiige tweeling, ondanks hun identieke genen, de een links- en de ander rechtshandig zijn.

Rechts- of linkshandigheid ontwikkelt zich bij de mens vanaf het zesde levensjaar (lateralisatiefase). Linkshandigen hebben, in tegenstelling tot wat er wordt gedacht, geen dominante(re) rechterhersenhelft, het is vaker links of gemengd.
Het hebben van een voorkeurshand heeft tot gevolg dat allerlei vaardigheden uitsluitend met de voorkeurshand worden aangeleerd en deze hand zich veel sterker ontwikkelt dan de andere hand. Dit uit zich in een betere motoriek: de voorkeurshand heeft sterker ontwikkelde spieren die beter bestuurbaar zijn en meer kracht hebben. Voorbeelden:
- Schrijven wordt alleen aangeleerd met de voorkeurshand. De andere hand leert dit niet en kan dan ook nauwelijks schrijven. Toch is gebleken dat mensen die hun voorkeurshand ineens niet meer kunnen gebruiken, redelijk tot vrij goed met de andere hand kunnen leren schrijven, ook al bereiken ze niet het niveau van de voorkeurshand.
- Professionele tennisspelers hebben een zichtbaar dikkere (onder)arm aan de kant van hun voorkeurshand omdat vooral met deze hand en arm wordt getennist en getraind.

## Hoe vaak en bij wie komt linkshandigheid voor?
De mens is het meest rechtshandig. Naar schatting 10 tot 15 procent van de mensheid is linkshandig. Het fenomeen dat sommige mensen geen voorkeurshand hebben en bijvoorbeeld kunnen schrijven met rechts én links wordt ambidextrie genoemd.
Over het algemeen zijn er meer linkshandige mannen dan vrouwen, in percentages ongeveer 10% meer. Hoe dat precies komt, is niet bekend. Een populaire verklaring is dat het samenhangt met de hoeveelheid testosteron in de baarmoeder. ‘Mannen worden voor de geboorte aan meer testosteron blootgesteld dan vrouwen’, legt hoogleraar gedragsbiologie Ton Groothuis (Rijksuniversiteit Groningen) uit. ‘De rechterhersenhelft, die de linkerkant van het lichaam bestuurt, is daar gevoeliger voor dan de linker. Mannen zouden daardoor vaker linkshandig worden.’
Ook sommige dieren hebben een voorkeurspoot. Zo hebben onder meer katten, honden, bultruggen, roodnekwallaby's, rode en grijze reuzenkangoeroes, padden en sommige primaten en papegaaien een voorkeur voor een ledemaat.

## Links en rechts in cultuur en taal
Aangezien het overgrote deel van de mensen rechtshandig is, associëren zij onbewust hun voorkeurshand en daarmee rechts met 'goed' en links met 'slecht'. Dit is terug te zien in culturele handelingen als handen schudden, maar ook in de taal. Iemands rechterhand is een goede assistent. Maar iemand die we negeren laten we links liggen. En een onhandig persoon heeft twee linkerhanden. In het Engels betekent right niet alleen 'rechts' maar ook 'goed' of 'juist'. Zo is een 'goed antwoord' een right answer. Dit kwam duizenden jaren geleden ook al voor: het Latijnse woord voor links: sinister, betekende toen, en nu nog steeds, 'slecht'.

## Linkshandig schrijven

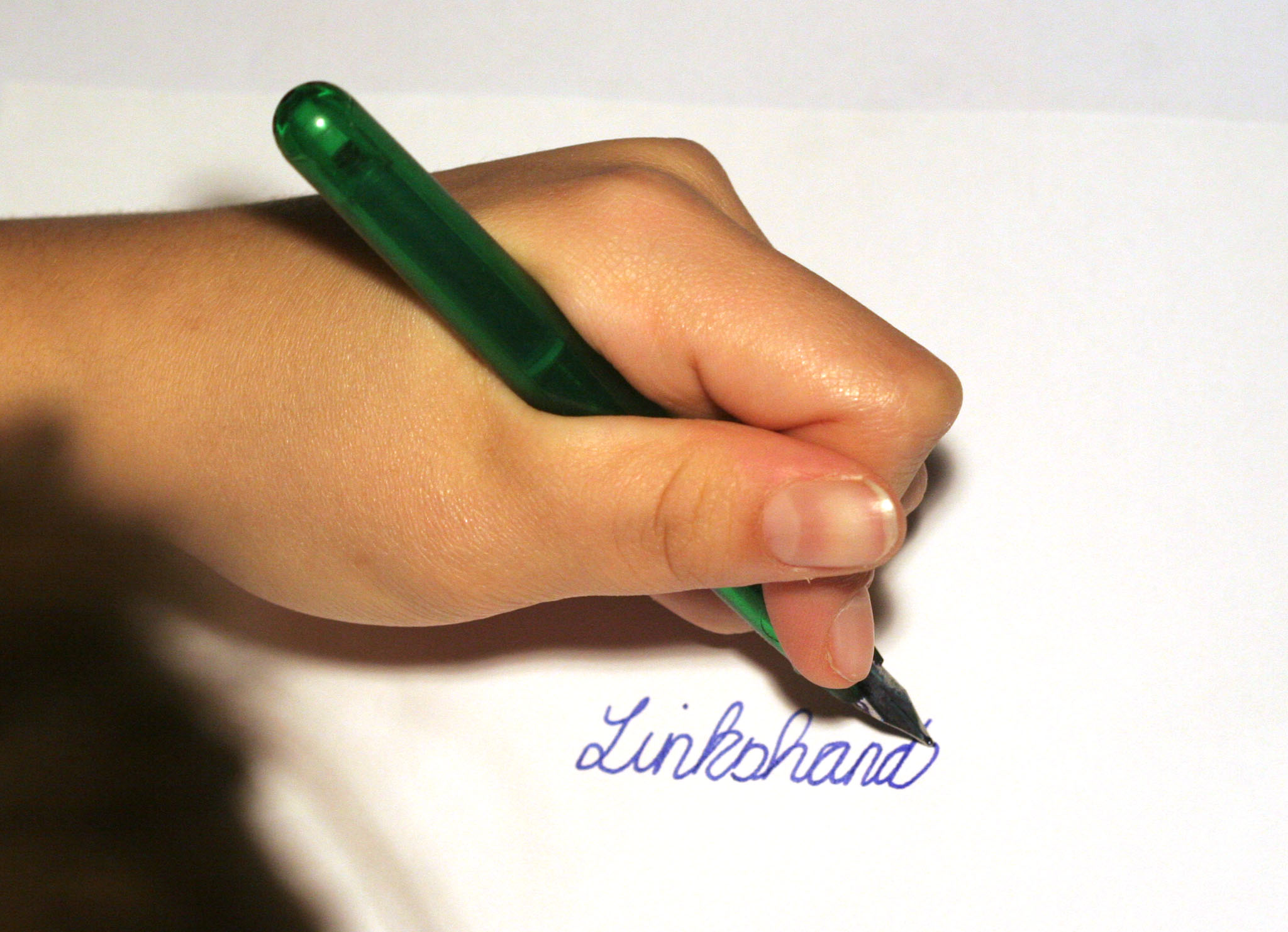
Linkshandig schrijven

Bij een schrift dat van links naar rechts wordt geschreven schuift een linkshandige vaak met de schrijvende hand over het geschrevene. Dit bemoeilijkt het teruglezen van het geschrevene en daarmee het in een rechte lijn schrijven. In de praktijk wordt dit vaak opgelost door de linkerhand te plaatsen boven de lijn waarop wordt geschreven. Dit betekent echter dat de onderarm verder van het lichaam wordt geplaatst wat leidt tot voorover buigen en dat is een vermoeiende schrijfhouding. Linkshandigen draaien vaak het papier bij, waardoor ze weer onderhands kunnen schrijven.
Het schuiven van de schrijvende hand over het geschrevene geeft weinig problemen bij de sneldrogende inkt van een balpen, maar dit was anders in de tijd dat met kroontjespen en inktpot werd geschreven. Bovendien is het met een kroontjespen lastig om duwend te schrijven omdat deze een scherpe punt heeft die bij duwen in het papier kan haken. Dit haken kan het papier beschadigen, inktvlekken veroorzaken op die plek en door spetteren bij het losschieten een kring van inktvlekken geven. Om deze praktische redenen was het met links schrijven op veel scholen verboden en werden kinderen gedwongen rechts te leren schrijven. Omdat de kroontjespen tot het eind van de jaren zestig werd gebruikt is er een behoorlijk hoog percentage linkshandige ouderen dat aangeleerd heeft rechtshandig te schrijven. Dit wordt ook wel aangeleerde tweehandigheid genoemd ter onderscheid van echte ambidextrie die heel weinig voorkomt.

## Mogelijke problemen

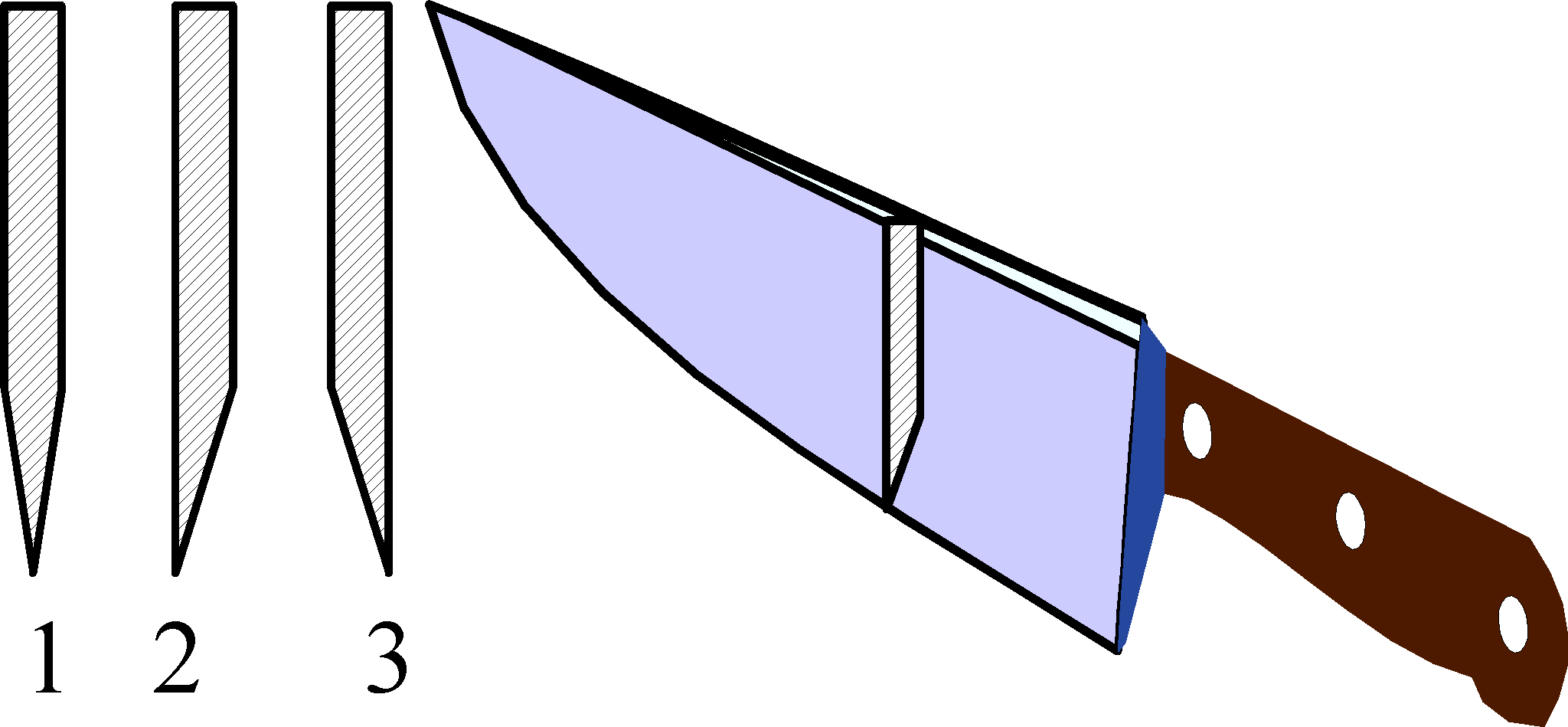
Japans keukenmes, afgeschuind aan beide zijden (1) of aan één zijde, voor rechtshandig (2) of linkshandig (3) gebruik

In een rechtshandig georiënteerde maatschappij spelen er problemen op voor linkshandigen. Dat komt onder andere doordat veel artikelen asymmetrisch van vorm zijn, waarbij verondersteld wordt dat de gebruiker rechtshandig is. De problemen zijn groter naarmate er meer een beroep wordt gedaan op de fijne motoriek. Hieronder staat een lijst met voorbeelden van problemen waar een linkshandige mee te maken kan krijgen.

### Moeilijk te omzeilen problemen
- Congresstoelen met een schrijftafeltje onder de rechterarm: het is lastig hierop met de linkerhand te schrijven.
- Schillen met een niet-tweezijdige dunschiller (met name het doseren van de kracht op het mesje, om zich niet in de vingers te snijden, is lastig).
- Rechts zitten van iemand tijdens het schrijven of eten, vanwege het mogelijk stoten van de ellebogen. Een oplossing kan zijn aan het linkereinde van de tafel te gaan zitten.
- Steelpan en soep- of juslepel met slechts één schenktuitje. Ze bestaan echter ook met twee schenktuitjes.
- Recht schrijven op ongelinieerd papier of schoolbord (hand gaat over de tekst heen, waardoor men moeilijk in een rechte lijn kan schrijven of de neiging heeft de letters naar het einde van het woord steeds kleiner te schrijven).
- Hockey (volgens de spelregels moet de vlakke zijde van een hockeystick aan de linkerkant zitten).

### Problemen die met een beetje handigheid te omzeilen zijn
- Knippen met een rechtshandige schaar. Knipt men met de linkerhand, dan worden de bladen van de schaar uit elkaar gedrukt. (Sommige linkshandigen lossen dit op door met de rechterhand alleen de schaar open en dicht te doen, en met de linkerhand het papier zo te bewegen dat de lijn gevolgd wordt.)
- Schrijven met vulpen (linkerhand gaat over natte inkt en geeft vlekken). (Oplossing: onderhands of sterk bovenhands schrijven.)
- Allerlei apparaten hebben bedieningsknoppen aan de rechterzijde. Bij linkshandig gebruik kan dit gevaar opleveren of lastig zijn. Voorbeelden: cirkelzaag en sommig ander gereedschap, cijfertoetsen rechts op een toetsenbord (computer), schuifbalk van pda, het opwindknopje van een horloge, foto- en videocamera's. Veel van deze bedieningsknoppen vereisen echter nauwelijks fijne motoriek.
- Leren breien of haken (kan meestal niet voorgedaan worden, hoewel een goede docent het wel moet kunnen uitleggen).
- Fiets op de standaard zetten (zit aan de verkeerde kant van de fiets). (Is op te lossen door eerst op het zadel te gaan zitten en dan pas met de linkervoet de standaard in te klappen.)[bron?]
- Gebakje eten met een gebakvorkje dat aan één zijde afgeplat is om het gebakje te kunnen "snijden". Idem voor frikandel, patat e.d. met behulp van een plastic vorkje met aan één zijde een kartelrand. (Oplossing: vorkje met de bolle kant naar zich toe houden om te "snijden".)
- Schrijven op papier dat in een ringband of ordner steekt. Dit papier ligt dan aan de rechterkant, waardoor de linkerhand over de ringen van de ringband moet buigen om het rechterblad met de pen aan te raken. Dit is vooral onhandig bij grote ordners omdat daar het mechanisme om de ringen open te doen (staaf die naar boven moet worden geduwd) in de pols snijdt. De enige oplossing bestaat erin dat men telkens het blad uit de kaft neemt en het op de linkerkant van de kaft legt. Bij spiraalbanden kan dit echter niet.

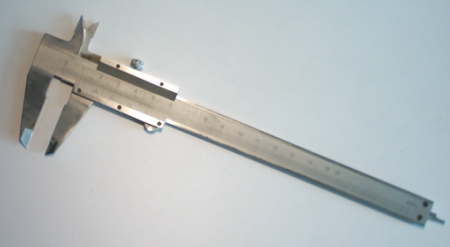
rechtshandige schuifmaat

- Meten met een schuifmaat lijkt alleen mogelijk door de schuifmaat op zijn kop te houden. In de praktijk vergt een schuifmaat echter nauwelijks fijne motoriek, zodat ook een linkshandige er met zijn rechterhand goed mee kan werken.
- Soft- en honkbal: Een linkshandige staat aan de andere kant van de plaat, waardoor wachtende teamgenoten achter hem zitten. Hierdoor wordt bij een slag de knuppel in de richting van die teamgenoten uitgehaald en nadien in hun richting weggegooid, wat gevaarlijk is. Dit is te omzeilen door afstand te houden bij het wachten op een slagbeurt (bijv. in de dug-out), en spelers te verplichten de knuppel na de slag (snel) neer te leggen in plaats van weg te werpen.
- Polo: de officiële regels bij polo vereisen dat de ruiter het slaghout in de rechterhand houdt. Vandaar dat linkshandige spelers vaker worden geacht de bal met minder precisie te kunnen raken. Echter, omdat ze hun dominante hand kunnen gebruiken om het paard te mennen, zijn ze vaak rijvaardiger op het veld.
- Schermen: de meeste spelers zijn een rechtshandige tegenstander gewend, waardoor een linkshandige tegenstander in het voordeel kan zijn.

### Vermeende problemen waar in de praktijk niemand last van heeft
- Leren schakelen in auto in een land waar men rechts rijdt. (Duurt mogelijk iets langer in verband met beperkte fijne motoriek rechts. Daar staat tegenover dat sturen zeker zoveel handgevoel vergt. Bij het schakelen duwt men de hendel meestal tegen de aanslag aan; voor de derde en vierde versnelling kan men de knop tussendoor heel even loslaten, zodat hij naar de middenpositie veert.)
- Een naaimachine is altijd rechtshandig. Het fijne werk, namelijk het verplaatsen van het naaiwerk, doet men echter met beide handen. Knopjes bedienen gebeurt weliswaar met de rechterhand, maar vergt geen fijne motoriek.
- Bij telefoontoestellen waarbij de hoorn met een snoer aan het toestel vast zit, zit dat snoer meestal aan de linkerzijde van het toestel vast. Dat wordt gedaan omdat men met rechts schrijft en dus de hoorn in de linkerhand houdt. Als een linkshandige notities moet maken, houdt hij de hoorn met zijn rechterhand vast. Vooral krulsnoeren zitten dan vaak in de weg, waardoor men niet goed kan zien wat men schrijft. Dit is zeer eenvoudig op te lossen: linkshandigen houden tijdens het schrijven de hoorn vaak met hun rechterhand bij het microfoongedeelte vast, en kunnen dan tegelijk met de rechterpols of -onderarm het snoer wat richting de borst duwen. Bij draadloze telefoons speelt dit al helemaal niet.
- Het bespelen van bepaalde instrumenten, bijvoorbeeld een gitaar. Linkshandigen zijn geneigd de gitaar andersom vast te houden, maar hiervoor zijn linkshandige gitaren uitgevonden (deze zijn precies het spiegelbeeld van een rechtshandige gitaar).
- Sommige ergonomische computermuizen zijn asymmetrisch van vorm. Hoewel veel minder wijdverspreid dan voor rechtshandigen, bestaan deze muizen ook voor linkshandigen.

### Irreële "problemen" (hebben niets met fijne motoriek te maken of zijn een kwestie van gewenning)
- Betalen met bankpas (pincode) omdat de betaalautomaat doorgaans aan de rechterkant zit en het numerieke toetsenbord vaak aan de linkerkant voorzien is van afscherming. Intoetsen met de rechterhand is geen enkel probleem; op een schrijfmachinetoetsenbord typt men ook met beide handen.
- Schrijven met fineliner als een rechtshandige daarmee geschreven heeft. (Beweerd wordt dat deze anders slijt. Dit is echter onzin, omdat men de pen bijna nooit met steeds dezelfde zijde naar zich toe houdt.)
- Een gewone, rechtshandige, vulpen in de hand van een linkshandige. (Als men oplet dat beide "pootjes" van het pennetje op het papier staan, is er geen probleem. Dit heeft niets met handvoorkeur te maken.)
- Het opschrift van een schrijfpen (vaak reclame) staat ondersteboven als de pen in de linkerhand wordt gehouden.
- Een afbeelding op een drinkkop is leesbaar als het oor aan de rechterkant is.
- Op speelkaarten staan de cijfers vaak in de verkeerde hoeken. Er bestaan ook kaarten met cijfers in elke hoek, waarbij het derhalve niet uitmaakt of de kaarten naar rechts of naar links worden uitgewaaierd.
- Borstzakje en een binnenzak van confectiekleding bevinden zich veelal links waardoor men er makkelijk met de rechter- maar moeilijk met linkerhand in kan. Dit vergt echter zelden fijne motoriek.

## Mogelijke voordelen
- Leren schakelen in auto in landen waar men links rijdt (duurt korter in verband met goede fijne motoriek links);
- Makkelijker lezen en schrijven in spiegelbeeld;[9]
- Schrijven in Arabisch, Hebreeuws en andere schriften die van rechts naar links lopen;
- Bij diverse sporten, zoals boksen, volleybal, honkbal (pitcher), schermen, tennis, handbal, badminton, waterpolo en tafeltennis, zijn Linkshandigen soms in het voordeel, doordat veel mensen minder gewend zijn aan een linkshandige tegenstander. Dit geldt met name voor contactsporten.[10]

## Linkshandige producten

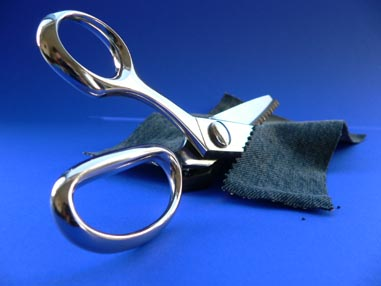
Linkshandige kartelschaar

Veel linkshandigen ervaren problemen bij alledaagse zaken omdat veel producten ontworpen zijn voor rechtshandig gebruik. Bijvoorbeeld het knippen van papier met een rechtshandige schaar kan voor sommige linkshandigen lastig zijn. Dat komt doordat de vingers schuin tegen de schaar drukken en de delen van de schaar van elkaar af worden gedrukt. Daarom zijn er ook linkshandige producten op de markt, zoals een linkshandige schaar. Er bestaan zelfs linkshandige piano's, kettingzagen, zakmessen enzovoorts.

## Mogelijke verbanden
Er wordt weleens gesteld dat er een verband zou kunnen zijn tussen linkshandigheid en de volgende fenomenen:
- Dyslexie - Dyslexie heeft niet te maken met een schrijfgebrek door een verkeerde motoriek, maar vaak met problemen met ruimtelijk inzicht.
- Hersenbeschadigingen - Dit kan een rol spelen: het menselijk lichaam is in staat om andere delen van de hersenen de functies van beschadigde hersencellen te laten overnemen. Rechtshandigheid wordt aangestuurd door de linkerhersenhelft. Bij beschadiging zou dit in principe ook kunnen worden overgenomen door de rechterhersenhelft met linkshandigheid als gevolg.
- Lagere levensverwachting - Niet bewezen. In 1993 veroorzaakte de Canadese psycholoog Stanley-Coren ophef met zijn boek The Left-Hander Syndrome. Linkshandigen zouden volgens zijn onderzoek negen jaar eerder dood gaan dan rechtshandigen. Coren baseerde zijn conclusie deels op het geringe aantal linkshandige hoogbejaarden in zijn studie. Uit aanvullend onderzoek bleek dat dit niet door sterfte moest worden verklaard, maar door het feit dat de bejaarden door de jaren heen iets milder waren geworden in het benadrukken van hun linkshandigheid.[12]